# Evandro Bocão
Evandro Luiz do Nascimento, conhecido como Bocão (Rio de Janeiro, 9 de julho de 1962), é um compositor, dirigente de carnaval e líder de torcida organizada brasileiro. É conhecido pelas atividades na Raça Rubro-Negra e na Unidos de Vila Isabel, escola em que foi presidente de 2002 a 2005.

## Biografia
Foi presidente da Atorfla, associação de torcidas organizadas do Flamengo, e da Raça Rubro-Negra. Em 1993, foi vítima de um ataque com explosivo a um ônibus que voltava para o Rio de Janeiro com torcedores, ferindo 28 pessoas. O livro Heróis do Cimento, do jornalista Hilton Mattos, relata que o incidente fez Bocão se afastar da torcida organizada, ficando mais ligado ao mundo do samba.
Como compositor, iniciou uma parceria bem-sucedida com André Diniz no carnaval de 1992 do Arranco com o enredo Mandacaru, a Fruta Flor do Querer. Passou a compor sambas-enredo para a Vila Isabel a partir do carnaval de 1994, ao participar da parceria vencedora do enredo Muito Prazer! Isabel de Bragança e Drummond Rosa da Silva, mas Pode me Chamar de Vila, samba vencedor do Estandarte de Ouro de 1994. Novamente ao lado de André Diniz, compôs Cara e Coroa, as Duas Faces da Moeda para o carnaval de 1995 da Vila Isabel.
Para o carnaval de 1999, foi um dos compositores de João Pessoa, Onde o Sol Brilha Mais Cedo. No carnaval de 2000, foi um dos autores de Academia Indígena de Letras - Eu Sou Índio, Eu Também Sou Imortal.
Chegou à presidência da Vila Isabel em 2002, com o apoio de Martinho da Vila. Na época, a agremiação enfrentava um rebaixamento para o Grupo de Acesso do carnaval carioca.
O carnaval de 2003 ficou marcado pelas fortes críticas ao resultado do Grupo de Acesso. No meio da apuração, Bocão foi entrevistado pela reportagem da CNT e xingou, ao vivo, o presidente da Associação das Escolas de Samba da Cidade do Rio de Janeiro, por causa das várias notas 10 dadas a São Clemente.
No carnaval seguinte, em 2004, Bocão conseguiu levar a Vila Isabel ao título do Grupo de Acesso com um enredo sobre Paraty.
Voltou a vencer uma disputa de samba-enredo pela Vila Isabel em 2007 com Metamorfoses: do Reino Natural à Corte Popular do Carnaval - As Transformações da Vida. Em 2008, esteve em Trabalhadores do Brasil. No carnaval de 2012, compôs o samba de Você Semba Lá .... Que Eu Sambo Cá! O Canto Livre de Angola, que terminou em terceiro lugar no Grupo Especial.
Em 2014, esteve na parceria vencedora de Retratos de um Brasil Plural, que contou com Diniz e Arlindo Cruz. Em 2019, fez parte do time de compositores de Em Nome do Pai, do Filho e dos Santos, a Vila Canta a Cidade de Pedro, terceira colocada do Grupo Especial. No carnaval de 2022, compôs Canta, Canta, Minha Gente! A Vila É de Martinho! ao lado de nomes como Diniz e Dudu Nobre, no enredo que homenageou Martinho da Vila.
Em 2023, compôs, ao lado de Diniz e Délcio Luiz, a música Do subúrbio ao Japão, em homenagem aos 70 anos de Zico. Dudu Nobre, Xande de Pilares e Ito Melodia participaram do videoclipe.
Filiou-se ao PSB em 2024 e concorreu a vereador pelo Rio de Janeiro, recebendo 1.105 votos.

## Composições

### Sambas de enredo
Abaixo, os sambas de enredo compostos por Evandro Bocão.
| Ano  | Divisão      | Escola de Samba       | Samba-Enredo | Ref.          |
| ---- | ------------ | --------------------- | --- | ------------- |
| 1992 | Grupo A (RJ) | Arranco               | Mandacaru, Fruta-Flor do Querer | [ 23 ]        |
| 1994 | Especial RJ  | Vila Isabel           | Muito Prazer! Isabel de Bragança e Drumond Rosa da Silva, mas Pode me Chamar de Vila                                                                                     | [ 24 ] [ 25 ] |
| 1995 | Especial RJ  | Vila Isabel           | Cara ou Coroa, as Duas Faces da Moeda | [ 26 ] [ 25 ] |
| 1999 | Especial RJ  | Vila Isabel           | João Pessoa, Onde o Sol Brilha Mais Cedo | [ 8 ]         |
| 2000 | Especial RJ  | Vila Isabel           | Academia Indígena de Letras - Eu Sou Índio, Eu Também Sou Imortal | [ 9 ]         |
| 2007 | Especial RJ  | Vila Isabel           | Metamorfoses: Do Reino Natural à Corte Popular do Carnaval - As Transformações da Vida                                                                                   | [ 27 ]        |
| 2008 | Especial RJ  | Vila Isabel           | Trabalhadores do Brasil | [ 28 ]        |
| 2012 | Especial RJ  | Vila Isabel           | Você Semba Lá... Que Eu Sambo Cá! O Canto Livre de Angola | [ 29 ] [ 25 ] |
| 2014 | Especial RJ  | Vila Isabel           | Retratos de Um Brasil Plural | [ 30 ]        |
| 2018 | Especial SP  | Vila Maria            | Aproveitam-se de Minha Nobreza, Você não Soube, não Te Contaram? Suspeitei Desde o Principio! Não Contavam com Minha Astúcia! Arriba Bolanõs, Arriba Vila, Arriba México | [ 31 ]        |
| 2019 | Especial RJ  | Vila Isabel           | Em Nome do Pai, do Filho e dos Santos, a Vila Canta a Cidade de Pedro | [ 32 ]        |
| 2019 | Especial SP  | Colorado do Brás      | Hakuna Matata - Isso É Viver | [ 33 ]        |
| 2020 | Especial SP  | Colorado do Brás      | Que Rei Sou Eu? | [ 34 ]        |
| 2022 | Especial RJ  | Vila Isabel           | Canta, Canta, Minha Gente! A Vila é de Martinho | [ 35 ]        |
| 2023 | Especial SP  | Independente Tricolor | Samba no Pé, Lança na Mão, Isso é uma Invasão! |               |
| 2023 | Especial SP  | Império de Casa Verde | Império dos Tambores – Um Brasil Afromusical |               |
| 2023 | Especial SP  | Tucuruvi              | Da Silva, Bezerra. A Voz do Povo! |               |
| 2024 | Especial SP  | Império de Casa Verde | Fafá - A Cabocla Mística em Rituais da Floresta |               |
| 2024 | Especial SP  | Independente Tricolor | Agojie, A Lâmina da Liberdade! |               |
| 2025 | Acesso 1     | Independente Tricolor | Gritos de Resistência | [ 36 ]        |
| 2025 | Especial SP  | Império de Casa Verde | Cantando Contos: Reinos da Literatura | [ 37 ]        |

## Premiações
A seguir, a lista de prêmios recebidos por Evandro Bocão.
- Estandarte de Ouro

1. 1994 - Melhor samba (Vila Isabel - "Muito Prazer! Isabel de Bragança e Drumond Rosa da Silva, mas Pode me Chamar de Vila")[38][39]

- Estrela do Carnaval

1. 2023 - Melhor samba (Império de Casa Verde - "Império dos Tambores – Um Brasil Afromusical")[40]

- Plumas & Paetês Cultural

1. 2022 - Melhor samba (Vila Isabel - "Canta, Canta, Minha Gente! A Vila É de Martinho")[41]

- Prêmio Gazeta do Rio

1. 2022 - Melhor samba (Vila Isabel - "Canta, Canta, Minha Gente! A Vila É de Martinho")[42]

- Prêmio SASP

1. 2024 - Melhor samba (Império de Casa Verde - "Fafá - A Cabocla Mística em Rituais da Floresta")[43]

- Prêmio SRzd

1. 2023 - Melhor samba-enredo (Império de Casa Verde - "Império dos Tambores – Um Brasil Afromusical")[44]
2. 2024 - Melhor samba-enredo (Império de Casa Verde - "Fafá - A Cabocla Mística em Rituais da Floresta")[45]

- Troféu Rede Manchete - Papa-Tudo

1. 1995 - Melhor samba (Vila Isabel - "Cara ou Coroa, as Duas Faces da Moeda")[46]